# Comté de Broome (Australie)
Pour les articles homonymes, voir Comté de Broome.
Le Comté de Broome est une zone d'administration locale dans le nord de l'Australie-Occidentale en Australie à environ 2175 km par la Great Northern Highway au nord-est de Perth. 
La ville de Broome abrite la plus grande partie de la population.
Le comté est divisé en un certain nombre de localités :
- Broome
- Bidyadanga
- Beagle Bay
- Lombadina
- One Arm Point

Le comté a 7 conseillers sur 2 circonscriptions.
- Broome Ward (7 conseillers)
- Dampier Ward (2 conseillers)